# Pandemia de COVID-19 en Mauritania
La pandemia de COVID-19 llegó a Mauritania en marzo de 2020. Un extranjero proveniente de Europa fue el primer caso confirmado.
Las autoridades impusieron una serie de medidas restrictivas a fin de contener la propagación de la epidemia, entre ellas el toque de queda nocturno de diez horas en todo el país, la prohibición de concentraciones o reuniones públicas, el cierre de restaurantes y cafés y la suspensión de las actividades educativas de todos los niveles. Hacia mitad de abril de 2020, se informó que la epidemia estaba controlada, sin nuevos casos confirmados y con la recuperación de los últimos pacientes. Pese a que las medidas preventivas no fueron flexibilizadas, a partir de mayo se produjo en rebrote de la enfermedad.
Hasta el 21 de febrero de 2022 hay 58.593 casos confirmados, 7,392 recuperados y 972 muertes.

## Antecedentes
El 12 de enero de 2020, la Organización Mundial de la Salud (OMS) confirmó que un nuevo coronavirus era la causa de una enfermedad respiratoria en un grupo de personas en la ciudad de Wuhan, provincia de Hubei, China, la cual fue alertada a la OMS el 31 de diciembre de 2019.
El índice de letalidad para el COVID-19 ha sido mucho más bajo que el SARS de 2003, pero la transmisión ha sido significativamente mayor, con un número total de muertes significativas.

## Cronología
El 13 de marzo, se confirmó el primer caso, el cual fue puesto en aislamiento.
El caso es un expatriado de un país que aún no se ha revelado, en la capital mauritana de Nuakchot. Después de que los resultados de la prueba salgan positivos, los vuelos chárter hacia Francia fueron cancelados.
El 18 de marzo, el ministro de salud mauritano anunció el descubrimiento de un segundo caso positivo de coronavirus en una empleada extranjera, trabajando en la casa de una pareja de expatriados. La mujer llegó 10 días antes del descubrimiento.
Un tercer caso de coronavirus fue declarado el 26 de marzo para un hombre de 74 años, un ciudadano mauritano que llegó a Mauritania el 15 de marzo desde Francia a través de Air France.
El país registró su primera muerte el 30 de marzo de 2020.
El 18 de abril, el último caso activo se recuperó. Al 18 de abril de 2020, hubo 7 casos confirmados en el país, de los cuales 6 se recuperaron, y uno murió, convirtiendo a Mauritania en el único país afectado en el mundo en librarse del COVID-19.